# Callianassidae
Callianassidae vormen een familie van garnalen binnen de orde der tienpotigen (Decapoda).

## Leefwijze
Het voedsel van deze zachte dieren bestaat uit kleine organismen en wormen. Ze leven in ondiep water en graven U- of Y-vormige, soms zich vertakkende gangen in slikbodems.

## Onderfamilies
- Anacalliacinae Manning & Felder, 1991
- Bathycalliacinae Sakai & Türkay, 1999
- Callianopsinae Manning & Felder, 1991
- Calliapaguropinae Sakai, 1999
- Callichirinae Manning & Felder, 1991
- Ctenochelinae Manning & Felder, 1991
- Dawsoniinae Sakai, 2006
- Eucalliacinae Manning & Felder, 1991
- Gourretiinae Sakai, 1999
- Lipkecallianassinae Sakai, 2005
- Neocallianopsinae Sakai, 2011
- Paracalliacinae Sakai, 2005
- Vulcanocalliacinae Dworschak & Cunha, 2007

## Geslachten
- Biffarius Manning & Felder, 1991
- Callianassa Leach, 1814
- Cheramoides Sakai, 2011
- Cheramus Spence Bate, 1888
- Gilvossius Manning & Felder, 1991
- Necallianassa Heard & Manning, 1998
- Neotrypaea Manning & Felder, 1991
- Nihonotrypaea Manning & Tamaki, 1998
- Notiax Manning & Felder, 1991
- Paratrypaea Komai & Tachikawa, 2008
- Pestarella Ngoc-Ho, 2003
- Poti Rodrigues & Manning, 1992
- Pseudobiffarius Heard & Manning, 2000
- Rayllianassa Komai & Tachikawa, 2008
- Scallasis Spence Bate, 1888
- Trypaea Dana, 1852